# Енциклопедія народного господарства Української РСР
«Енциклопе́дія наро́дного господа́рства Украї́нської РСР», ЕНГ УРСР — перша енциклопедична праця в УРСР, що була присвячена економіці УРСР. 

## Автори
Одним з ініціаторів та організаторів створення енциклопедії був економіст С. М. Ямпольський.
Авторами були не тільки вчені, але й керівники підприємств, радгоспів і колгоспів, передовики виробництва тощо.

## Зміст та опис
Видана у чотирьох томах у 1969–1972 роках Головною редакцією Української Радянської Енциклопедії Академії наук УРСР відповідно до постанов Центрального Комітету Комуністичної партії України і Ради Міністрів Української РСР.
Т.1 А — Е, 1969 рік.
Т.2 Є — Мех, 1970 рік.
Т.3 Мик — Роб, 1971 рік.
Т.4 Ров — Я, 1972 рік.
Як зазначається у передмові до енциклопедії, «ідейною основою ЕНГ УРСР є марксистсько-ленінське економічне вчення, розвинуте в рішеннях з'їздів КПРС і КП України та пленумів ЦК партії».
В ЕНГ УРСР показано зв'язки народного господарства Української РСР з економікою соціалістичних країн, її економічне співробітництво з іншими країнами, місце УРСР в світовій системі соціалізму. В енциклопедії дається радянська точка зору щодо тогочасної економічної теорії «буржуазних та дрібнобуржуазних економістів», а також «„лівих“ та правих відступників від марксизму-ленінізму».
ЕНГ УРСР містить комплекси статей про економічну термінологію, природні і сировинні ресурси Української РСР, розміщення виробництва, фонди народного господарства УРСР та використання їх, про всі галузі економіки України відповідно до сучасної класифікації народного господарства і про найбільші підприємства республіки.
В ЕНГ УРСР дано відомості щодо правового регулювання праці і господарського законодавства в СССР, довідкові дані і методичні вказівки з різних конкретних питань економіки та організації виробництва.
За даними редакції видання, в ЕНГ УРСР вміщується понад 4 тисячі статей. Енциклопедію ілюстровано картами, що відображають розвиток різних галузей народного господарства України і їхнє розміщення, схемами основних виробництв і організації управління ними, фотографіями, діаграмами, графіками, таблицями, кольоровими і тоновими вклейками тощо.

## Оцінки
Порівняно з «Радянською енциклопедією історії України» з погляду фактичної докладності надійнішими були «Енциклопедія народного господарства Української РСР», тритомна «Українська сільськогосподарська енциклопедія», двотомна «Енциклопедія кібернетики».
Оцінюють як «доволі репрезентативні та інформативні» такі публікації радянської статистики: матеріали всесоюзних переписів населення, «Енциклопедія народного господарства Української РСР», «Народне господарство УРСР», «Города Украины».... 